# Daniel Torres (voetballer)
Daniel Alejandro Torres Rojas (Cáqueza, 15 november 1989) is een Colombiaans voetballer die doorgaans als middenvelder speelt. Hij verruilde Independiente Medellín in juli 2016 voor Deportivo Alavés. Torres debuteerde in 2015 in het Colombiaans voetbalelftal.

## Carrière
Torres stroomde in 2008 door vanuit de jeugd van Santa Fe. Hiervoor speelde hij vervolgens meer dan 150 wedstrijden in de Primera A. Zijn ploeggenoten en hij wonnen in die tijd de Apertura van 2012 en de Finalización van 2014. Torres bracht daarna nog twee seizoenen door bij Independiente Medellín voor hij in juli 2016 voor het eerst een buitenlandse competitie opzocht en tekende bij Deportivo Alavés. Dat was in het voorgaande seizoen gepromoveerd naar de Primera División.

## Interlandcarrière
Torres debuteerde op 13 november 2015 in het Colombiaans voetbalelftal, tijdens een WK-kwalificatiewedstrijd in en tegen Chili (1–1). Hij maakte in 2016 deel uit van de Colombiaanse ploeg die derde werd op de Copa América Centenario.

## Erelijst
| Kampioen Primera A   | 2x | 2012 Apertura, 2014 Finalización |
| Copa Colombia        | 1x | 2009                             |
| Superliga Colombiana | 2x | 2013, 2015                       |

1 Sivera ·
2 Gorosabel ·
3 Duarte ·
4 Sedlar ·
5 Abqar ·
6 Guevara ·
7 Sola ·
8 Blanco ·
10 Hagi ·
11 Rioja  ·
14 Tenaglia ·
15 García ·
16 Marín ·
17 Alkain ·
18 Guridi ·
20 Simeone ·
21 Rebbach ·
22 Vicente ·
23 Benavídez ·
26 Álvarez ·
26 López ·
29 Panichelli ·
31 Owono ·
32 Omorodion ·
33 Rodríguez ·
Coach: García